# 結 (仏教)
仏教において結（けつ、巴: saṃyojana, サンヨージャナ）とは、衆生を輪廻に縛り付ける「束縛」としての煩悩のこと。結のため、人は苦しみに満ちた生を繰り返すこととなる。

## パーリ仏典
五を断ち（五下分結）、五を棄て（五上分結）、更に五を修せよ（五根）、

五著（貪・瞋・癡・慢・見）を越えたる比丘は、暴流を渡りたる人と言はれる。
—ダンマパダ 第24章 比丘の章 370
パーリ仏典の経蔵では、以下の十結が挙げられている。

### 五下分結・三結
衆生を欲界（下分）へと縛り付ける結を、五下分結（ごげぶんけつ; 巴: orambhāgiya-saṃyojana）と呼ぶ。
1. 有身見（うしんけん; 巴: sakkāya-diṭṭhi） - 五蘊を自己とみなす見解[1]
2. 疑（ぎ; 巴: vicikicchā） - 疑い
3. 戒禁取（かいごんしゅ; 巴: sīlabbata-parāmāsa） - 誤った戒律・禁制への執着
4. 欲愛（よくあい; 巴: kāmacchando）- 五欲に対する欲望・執着
5. 瞋恚（しんに; 巴: vyāpādo） - 怒り

この5つを絶つことで、不還果へと到達できる。
この5つの内、1-3の3つを特に三結（さんけつ）と呼び、これらは四向四果の最初の段階である預流果において絶たれる。

### 五上分結
衆生を色界・無色界（上分）へと縛り付ける結を、五上分結（ごじょうぶんけつ; 巴: uddhambhāgiya-saṃyojana）と呼ぶ。
1. 色貪（しきとん; 巴: rūpa-rāga） - 色界に対する欲望・執着
2. 無色貪（むしきとん; 巴: arūpa-rāga） - 無色界に対する欲望・執着
3. 慢（まん; 巴: māna） - 慢心
4. 掉挙（じょうこ; 巴: uddhacca） - （色界・無色界における）心の浮動
5. 無明（むみょう; 巴: avijjā） - 根本の無知

この5つを絶つことで、四向四果の最終段階である阿羅漢果へと到達できる。

## 論蔵における十結
以下が論（アビダンマ）の分類法(巴: abhidhamma-naya)における「結」である。
1. 貪欲（とんよく; 巴: kāma-rāga）
2. 瞋恚（しんに; 巴: paṭigha）
3. 慢（まん; 巴: māna）
4. 見（けん; 巴: diṭṭhi） - まちがった見解
5. 疑（ぎ; 巴: vicikicchā）
6. 戒禁取（かいごんしゅ; 巴: sīlabbata-parāmāsa）
7. 有貪（うとん; 巴: bhavarāga） - 存在することへの執着
8. 嫉（しつ; 巴: issā） - ねたみ、嫉妬
9. 慳（けん; 巴: macchariya） - けち、物惜しみ
10. 無明（むみょう; 巴: avijjā）